# Régine Deforges

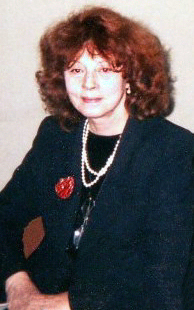
Régine Deforges (1996)

Régine Deforges (* 15. August 1935 in Montmorillon, Département Vienne; † 3. April 2014 in Paris) war eine feministische französische Schriftstellerin und Erotikliteratur-Verlegerin.

## Leben
Schon früh wollte Deforges aus der Kleinstadt Montmorillon im Poitou weg, wo sie auf diverse katholische Schulen wie die École Saint-Martial geschickt wurde. Als sie 15 Jahre alt war, wurde ihr intimes Tagebuch gestohlen, das sie über ihre Liebesbeziehung zu einer gleichaltrigen Mitschülerin geführt hatte. Die Publikation verursachte einen Skandal. Der 1978 erschienene Band mit Erzählungen, Le Cahier volé (wörtlich: Das gestohlene Heft, auf Deutsch verlegt mit dem Titel Zärtliches Tagebuch. Roman), macht diese Ereignisse von 1950/51 zum Thema.
Deforges war 1967 im Alter von 32 Jahren eine der ersten Frauen überhaupt, die in Frankreich einen eigenen Verlag aufbauten. Der Verlagsname L’Or du Temps (deutsch: das Gold der Zeit) geht auf ein Bonmot von André Breton zurück, «Je cherche l’or du temps.» Als Verlegerin hatte Deforges wegen angeblich anstößiger Erotik-Literatur gegen Zensurmaßnahmen zu kämpfen und es wurden Gerichtsprozesse gegen sie angestrengt, zum Beispiel in Bezug auf Le Con d’Irène (wörtlich: Irenes Fotze, auf Deutsch 1969 verlegt mit dem Titel Irène) von Louis Aragon. 1980 inszenierte Deforges den Film Les Filles de madame Claude (wörtlich: Madame Claudes Töchter). In den 1990er Jahren und seit 2000 entstanden einige Film- und Fernsehproduktionen, die auf ihren Werken basieren und zu denen sie selbst einige der Drehbücher verfasste. Deforges Roman, Das blaue Fahrrad (1981) wurde in Frankreich ein Bestseller mit Übersetzungen in 22 Sprachen. Der Roman handelt über Liebe und Überleben während der Zeit der deutschen Besatzung 1941–1945. In den folgenden 16 Jahren schuf Deforges eine zehnbändige Reihe, in der die Protagonisten über die Nachkriegszeit hinaus auch in Algier und Kuba leben. Im Jahr 2000 folgte eine Fernsehserie mit diesem Stoff.
Von 1989 bis 1992 war Deforges Präsidentin des französischen Schriftstellerverbandes, der Société des Gens de Lettres de France (SGDL) (wörtlich: Gesellschaft der Literaten Frankreichs). Darüber hinaus gehörte sie einige Jahre der Jury des feministischen Literaturpreises Prix Femina an. 2006 trat sie aus Solidarität mit der Schriftsteller-Kollegin Madeleine Chapsal zurück, die zuvor ausgeschlossen worden war. Im Herbst 2013 veröffentlichte Deforges nach dreijähriger Arbeit ihre 480-seitige Autobiografie mit dem Titel L’Enfant du 15 août (wörtlich: „Das Kind des 15. August“) im Verlag Robert Laffont.
Deforges lebte und arbeitete in Paris. Sie war zuletzt mit Pierre Wiazemsky (Wiaz) verheiratet, dem Cartoon-Zeichner der Wochenzeitung Nouvel Observateur, davor mit dem Verlegerkollegen Jean-Jacques Pauvert. Ihre beiden Töchter zeugte sie mit diesen Männern, und aus ihrer ersten Ehe mit dem Filmproduzenten Pierre Spengler stammt ihr Sohn Franck Spengler, der, nach einem Geschichtsstudium, als Erotikverleger und Autor beruflich in die Fußstapfen seiner Mutter getreten ist.
Régine Deforges starb im April 2014 an den Folgen eines Herzinfarkts im Hôpital Cochin in Paris. Frankreichs Staatspräsident François Hollande würdigte Deforges in einem offiziellen Statement dem Wortlaut der dpa-Meldung nach „als Rebellin, die sich leidenschaftlich für den Feminismus und den Kampf gegen Tabus eingesetzt habe.“

## Auszeichnungen
- 2006: Ordre des Arts et des Lettres (Komtur)[5]

## Veröffentlichungen

### Romane
- La Révolte des nonnes. (Fayard, 1981), adaptiert für eine franz. Fernsehserie als L’Enfant des Loups 1991
  - Die Wölfin von Poitiers. Roman. Aus dem Französischen von Sylvia Strasser. Lübbe, Bergisch Gladbach 1984, ISBN 3-404-10434-X.
- L’Orage. (Éditions Blanche, 1986)
  - Das Unwetter. Roman. Aus dem Französischen von Ginette Kirn. Ullstein, München 2000, ISBN 3-548-24689-3.
- Pour l’amour de Marie Salat. (Éditions Albin Michel 1987)
- Sous le ciel de Novgorod. (Fayard, 1989)
- Rencontres ferroviaires. (Fayard, 1999)
  - Die Reisende. Roman. Aus dem Französischen von Hild Wollenhaupt. Ullstein, München 2001, ISBN 3-548-24989-2.
- La Hire, ou la colère de Jeanne. historischer Roman über Jeanne d’Arc
- Le collier de perles (Éditions Albin Michel, 2004) ISBN 2-226-15510-4 / 2006: Le Livre de Poche (LGF), ISBN 2-253-11767-6.

Das blaue Fahrrad

- 1981: La Bicyclette bleue. (Fayard) / 1987: Le Livre de Poche (LGF)
  - 2001: Das blaue Fahrrad. Roman. Aus dem Französischen von Sylvia Strasser und Claus Sprick. Ullstein, München, ISBN 3-548-25070-X.
- 1983: 101, avenue Henri Martin. (Fayard) / 1987: Le Livre de Poche (LGF)
  - 1999: Die weiße Lilie. Roman. Aus dem Französischen von Hild Wollenhaupt. Ullstein, München, ISBN 3-548-24569-2.
- 1985: Le Diable en rit encore. (Fayard) / 1988: Le Livre de Poche (LGF)
  - 2002: Das rote Leuchten. Roman. Aus dem Französischen von Hild Wollenhaupt. Ullstein, München, ISBN 3-548-25314-8.
- 1991: Noir tango. (Fayard) / 1993: Le Livre de Poche (LGF)
- 1994: Rue de la Soie. (Fayard) / 1996: Le Livre de Poche (LGF)
- 1996: La Dernière colline. (Fayard) / 1999: Le Livre de Poche (LGF)
- 1999: Cuba libre!. (Fayard) / 2001: Le Livre de Poche (LGF)
- 2001: Alger, ville blanche. (Fayard) / 2003: Le Livre de Poche (LGF)
- 2003: Les Généraux du crépuscule. (Fayard) / 2005: Le Livre de Poche (LGF)
- 2007: Et quand vient la fin du voyage. (Fayard 2007)

### Essays
- O m’a dit, entretiens avec l’auteur d’Histoire d’O. Gespräche mit der Autorin der Geschichte der O., Éditions Pauvert 1975 ISBN 978-2-7202-1358-8
  - Die „O“ hat mir erzählt. Hintergründe eines Bestsellers. Régine Deforges im Gespräch mit Pauline Réage. Aus dem Französischen von Simon Saint-Honoré. München, Herbig, Berlin 1976, ISBN 3-7766-0779-3.
- Entre femmes. Éditions Blanche/Éditions Robert Laffont 1999
- Fragments. (France Loisirs, 1997)
- Les Non-dits de Régine Deforges. (Stock, 1997)
- Roger Stéphane ou la passion d’admirer (Fayard/Éditions Spengler, 1995)
- Camilo. (Fayard, 1999)
- L’Enfant du 15 août, Mémoires. Éditions Robert Laffont, 2013, ISBN 978-2-221-11310-3.

### Erzählungen
- Blanche et Lucie. Erzählung (Fayard, 1976)
  - Claire und Lucie. Aus dem Französischen von Edda Maria Pinto. Lübbe, Bergisch Gladbach 1983, ISBN 3-404-10283-5.
- Le Cahier volé. Erzählung, inspiriert durch ein Erlebnis an der École Saint-Martial de Montmorillon (Fayard 1978)
  - Zärtliches Tagebuch. Roman. Aus dem Französischen von Ulrike Wiesenmeyer. Rowohlt, Reinbek bei Hamburg 1980, ISBN 3-499-14493-X.
- Les Contes pervers, ihr erster erotischer Erzählband (Fayard 1980), später adaptiert als Drehbuch fürs Kino.
  - Der schwarze Milan: erot. Erzählungen. Aus dem Französischen von Brigitte Schenker. Rowohlt, Reinbek bei Hamburg 1982, ISBN 3-499-14926-5.
- Les Enfants de Blanche, eine Fortsetzung von Blanche et Lucie. Fayard 1982
  - Claires Kinder. Aus dem Franz. von Edda Maria Pinto. Lübbe, Bergisch Gladbach 1983, ISBN 3-404-10293-2.
- Sur les bords de la Gartempe. Sammelband, umfasst Blanche et Lucie, Les Enfants de Blanche und Le Cahier volé. France loisirs, 1985, ISBN 978-2724225006
- Lola et quelques autres. Erzählungen. (Fayard, 1983)
  - Lola: erotische Variationen. Aus dem Französischen von Laureen Carnevale. Rowohlt, Reinbek bei Hamburg 1980, ISBN 3-498-01234-7.
- Troubles de femmes. Novellen. (Éditions Spengler, 1994)
- La petite fille au manteau rose, Erzählung in Chemin faisant, eine Kollektion von Kurzgeschichten über den öffentlichen Personenverkehr (Le Serpent à plumes 2001)
- Léa au pays des dragons. (1982)
- L’Arche de Noé de grand-mère (Éditions Calligram, 1995)
- Léa au pays des dragons. (Neuausgabe bei Editis, 1991)
- Léa et les diables. (Éditions du Seuil, 1991)
- Léa et les fantômes. (Éditions du Seuil, 1992)
- Le Couvent de sœur Isabelle. (Éditions du Seuil, 1992)
- Les Chiffons de Lucie. (Éditions Calligram, 1993)

### Jugendbücher
- L’Apocalypse de saint Jean (Éditions Ramsay, 1985)
- Les Poupées de grand-mère (Éditions Stock, 1994)

## Filmografie (Auswahl)
Regie
- 1980: Les Filles de madame Claude (reißerischer deutscher Verleihtitel: Hemmungslose Erotik)

## Belege
1. 1 2 3  Mort de Régine Deforges, l'auteure de « La Bicyclette bleue », Nachruf in Le Monde vom 4. April 2014, abgerufen am 4. April 2014.
2. ↑  Josyane Savigneau, Régine Deforges, une odeur de soufre, Le Monde, 30. Dezember 2013, abgerufen am 4. April 2014
3. 1 2  Georges-Olivier Châteaureynaud, Régine Deforges nous a quittés (Memento des Originals vom 7. April 2014 im Internet Archive)  Info: Der Archivlink wurde automatisch eingesetzt und noch nicht geprüft. Bitte prüfe Original- und Archivlink gemäß Anleitung und entferne dann diesen Hinweis., (Nachruf des amtierenden Vizepräsidenten der SGDL), abgerufen am 4. April 2014.
4. ↑  Französische Schriftstellerin Régine Deforges gestorben. Süddeutsche Zeitung, 4. April 2014, abgerufen am 25. August 2020.
5. ↑  Ministère de la Culture: Nomination ou promotion dans l'ordre des Arts et des Lettres janvier 2006. Archiviert vom Original am 23. November 2021; abgerufen am 30. November 2021 (französisch).

| Personendaten    | Personendaten                                |
| ---------------- | -------------------------------------------- |
| NAME             | Deforges, Régine                             |
| KURZBESCHREIBUNG | französische Schriftstellerin und Verlegerin |
| GEBURTSDATUM     | 15. August 1935                              |
| GEBURTSORT       | Montmorillon, Département Vienne             |
| STERBEDATUM      | 3. April 2014                                |
| STERBEORT        | Paris                                        |